# 29 de julho
29 de julho é o 210.º dia do ano no calendário gregoriano (211.º em anos bissextos). Faltam 155 dias para acabar o ano.

## Eventos históricos

1836: Inauguração do Arco do Triunfo

1958: Criação da NASA

- 587 a.C. — O Império Neobabilônico saqueia Jerusalém e destrói o Primeiro Templo.
- 0615 — Pacal ascende ao trono de Palenque aos 12 anos.
- 0904 — Saque de Tessalônica: saqueadores sarracenos sob o comando de Leão de Trípoli saqueiam por uma semana Salonica, a segunda maior cidade do Império Romano do Oriente (chamado de Bizantino pelos historiadores), após um curto cerco.
- 0923 — Batalha de Firenzuola: as forças lombardas sob o comando do rei Rodolfo II e Adalberto I, marquês de Ivrea, derrotam o destronado imperador Berengário I da Itália em Firenzuola, Toscana.
- 1014 — Guerras bizantino-búlgaras: Batalha de Clídio: o imperador romano-oriental (bizantino) Basílio II inflige uma derrota decisiva ao exército búlgaro, e seu tratamento subsequente dado aos 15 000 prisioneiros faz com que o imperador Samuel da Bulgária morra de um ataque cardíaco menos de três meses depois.
- 1030 — Guerras da sucessão de Ladejarl-Fairhair: Batalha de Stiklestad: o rei Olavo II da Noruega luta e morre tentando recuperar seu trono dos dinamarqueses.
- 1148 — Termina o Cerco de Damasco em uma decisiva derrota dos cruzados e leva à desintegração da Segunda Cruzada.
- 1565 — A viúva Maria, Rainha da Escócia, casa-se com Henrique Stuart, Lorde Darnley, no Palácio de Holyrood, Edimburgo, Escócia.
- 1567 — O infante Jaime VI é coroado Rei da Escócia em Stirling.
- 1588 — Guerra Anglo-Espanhola: Batalha de Gravelines: as forças navais inglesas sob o comando de Lorde Charles Howard e Sir Francis Drake derrotam a Armada Espanhola na costa de Gravelines, França.
- 1693 — Guerra da Grande Aliança: Batalha de Landen: a França vence as forças aliadas na Holanda.
- 1818 — O físico francês Augustin Jean Fresnel apresenta seu premiado Premier Mémoire sur la diffraction de la lumière, justamente pela extensão limitada à qual a luz se espalha nas sombras, e assim demolindo a mais antiga objeção à teoria ondulatória da luz.
- 1836 — Inauguração do Arco do Triunfo em Paris. A primeira pedra foi colocada em 1806.
- 1848 — Grande Fome da Irlanda: Revolta de Tipperary: No Condado de Tipperary, na Irlanda, então no Reino Unido, uma revolta nacionalista malsucedida contra o domínio britânico é reprimida pela polícia.
- 1851 — Annibale de Gasparis descobre o asteroide 15 Eunomia.
- 1858 — Estados Unidos da América e o Japão do Xogunato Tokugawa assinam o Tratado Harris.
- 1899 — Assinada a Primeira Convenção de Haia, através do qual todos os países europeus se comprometem a não usar gases asfixiantes nas guerras.
- 1900 — O rei Umberto I da Itália é assassinado pelo anarquista Gaetano Bresci. Seu filho, Victor Emmanuel III, 31 anos, sucede ao trono.
- 1914 — Início do bombardeamento de Belgrado.
- 1921 — Adolf Hitler torna-se líder do Partido Nacional-Socialista dos Trabalhadores Alemães.
- 1925 — Entra em circulação o jornal O Globo, no Rio de Janeiro.
- 1932 — Grande Depressão: em Washington, D.C., as tropas militares dispersam o último grupo do Bônus Army de veteranos da Primeira Guerra Mundial.
- 1937 — Incidente de Tongzhou: em Tongzhou, China, o Exército de Hebei Oriental ataca tropas e civis japoneses.
- 1948 — Jogos Olímpicos: Jogos da XIV Olimpíada: após um hiato de 12 anos causado pela Segunda Guerra Mundial, a primeira Olimpíada de Verão, que acontece desde os Jogos Olímpicos de Verão de 1936 em Berlim, é aberta em Londres.
- 1957 — Criada a Agência Internacional da Energia Atômica.
- 1958 — O presidente dos Estados Unidos, Dwight D. Eisenhower, sanciona a National Aeronautics and Space Act, que cria naquele país a Administração Nacional de Aeronáutica e Espaço, em inglês: National Administration of Aeronautics and Space (NASA).
- 1965 — Guerra do Vietnã: os primeiros 4 000 paraquedistas da 101ª Divisão Aerotransportada chegam ao Vietnã.
- 1967
  - Guerra do Vietnã: na costa do Vietnã do Norte, o USS Forrestal pega fogo no pior desastre naval dos Estados Unidos desde a Segunda Guerra Mundial, matando 134 pessoas.
  - No quarto dia de comemoração dos seus 400 anos, a cidade de Caracas, na Venezuela, é abalada por um terremoto de Magnitude 6,6 Mw, deixando cerca de 500 mortos.[1]
- 1973 — Durante o Grande Prêmio da Holanda, o piloto Roger Williamson morre depois de uma suspeita falha no pneu ter feito o carro bater nas barreiras em alta velocidade.
- 1975 — A Organização dos Estados Americanos revoga o embargo imposto a Cuba em 1964.
- 1976 — Na cidade de Nova Iorque, o assassino em série David Berkowitz (também conhecido como o "Filho de Sam") mata uma pessoa e fere gravemente outra no primeiro de uma série de ataques.
- 1980 — O Irã adota uma nova bandeira "sagrada" após a Revolução Islâmica.
- 1981
  - Uma audiência televisiva mundial de cerca de 750 milhões de pessoas assiste ao casamento de Charles, Príncipe de Gales, e Diana, Princesa de Gales na Catedral de São Paulo em Londres.
  - Após impeachment em 21 de junho, Abolhassan Banisadr foge para Paris, em um Boeing 707 da Força Aérea Iraniana, para formar o Conselho Nacional de Resistência do Irã.[2]
- 1986 — Os presidentes da Argentina, Raúl Alfonsín, e do Brasil, José Sarney, firmam em Buenos Aires os acordos econômicos de integração mútua, base da futura criação de um Mercado Comum Latino-americano (Mercosul).
- 1987
  - A primeira-ministra britânica Margaret Thatcher e o presidente da França, François Mitterrand, assinam o acordo para construir um túnel sob o Canal da Mancha (Eurotúnel).
  - O primeiro-ministro indiano, Rajiv Gandhi, e o presidente do Sri Lanka, J. R. Jayewardene, assinam o Acordo Índia–Sri Lanka sobre questões étnicas.
- 1993 — A Suprema Corte de Israel absolve o suposto guarda do campo de extermínio nazista John Demjanjuk de todas as acusações e é libertado.
- 2000 — Toma posse em Cabo Verde o governo chefiado pelo primeiro-ministro Gualberto do Rosário.
- 2005 — Astrônomos anunciam a descoberta do planeta anão Éris, localizado nos confins do sistema solar.
- 2015 — Lançamento da nova versão do Microsoft Windows, o Windows 10.
- 2019 — Uma rebelião no Centro de Recuperação Regional de Altamira, Pará, Brasil, deixa 57 mortos.
- 2021 — A Estação Espacial Internacional gira temporariamente fora de controle, movendo a estação 45 graus fora de atitude, após um mau funcionamento do motor do módulo russo Nauka.[3]

## Nascimentos

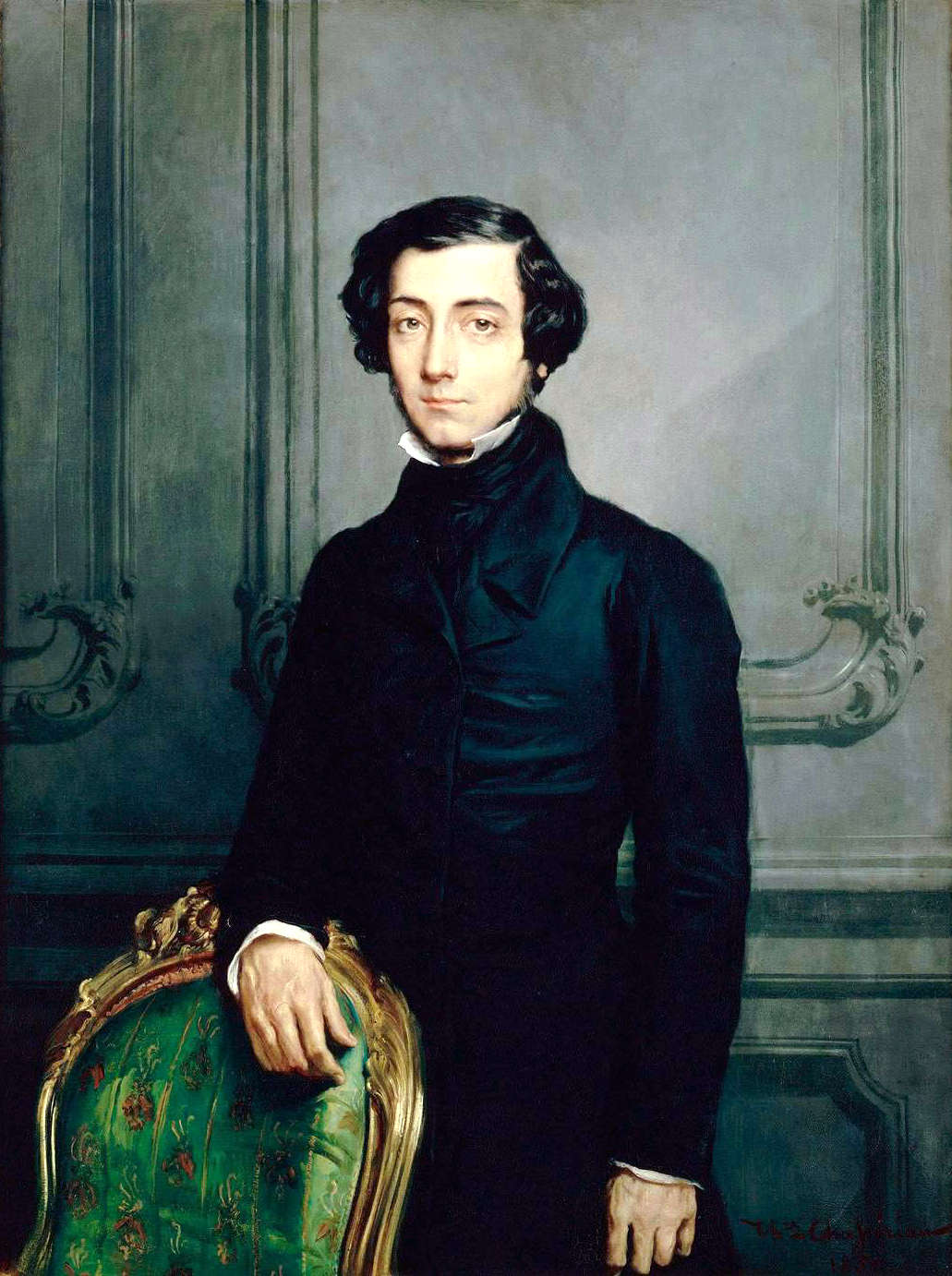
Alexis de Tocqueville

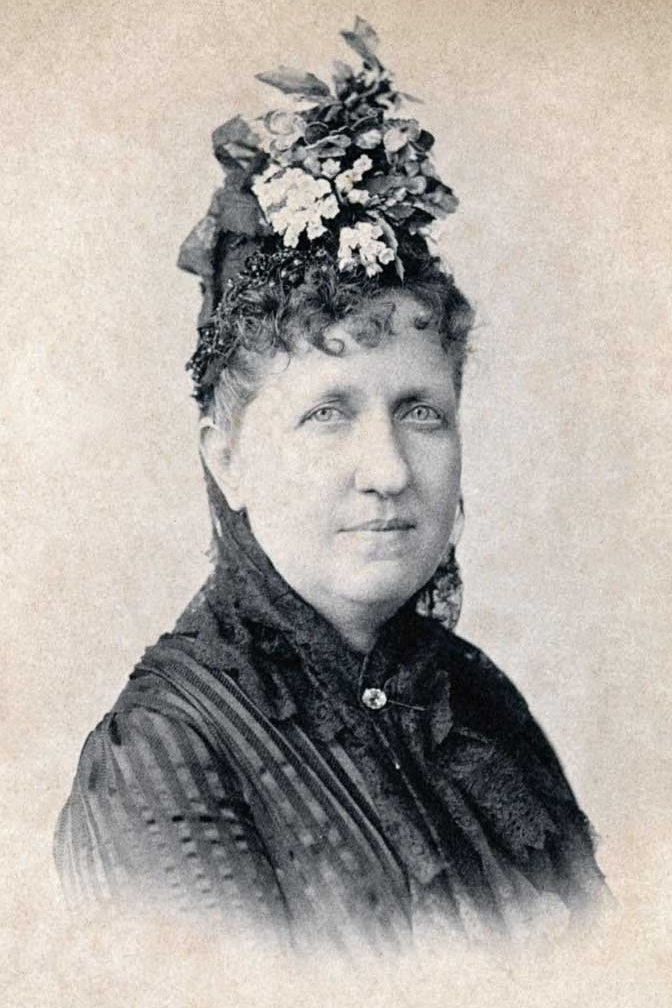
Isabel do Brasil

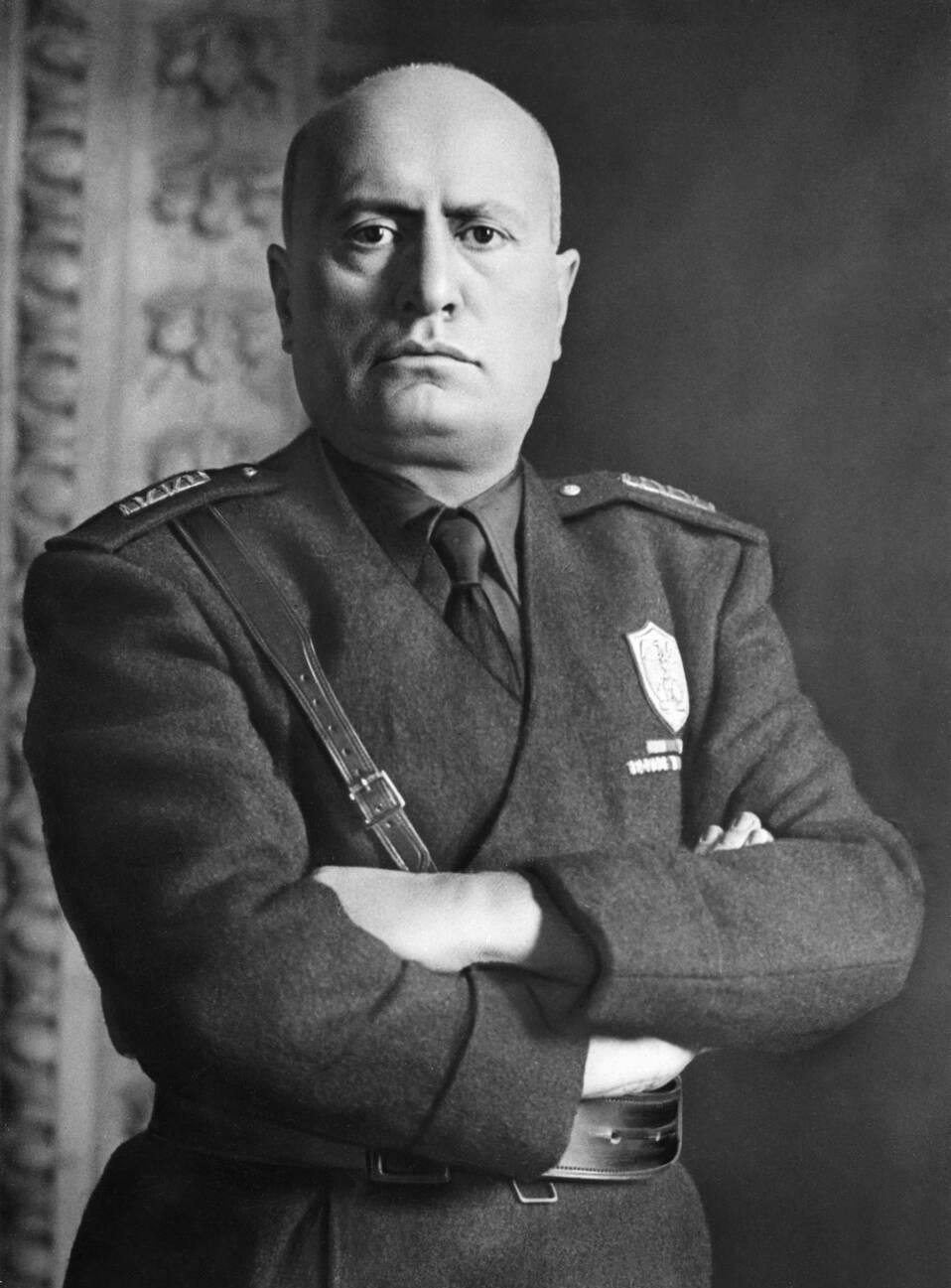
Benito Mussolini

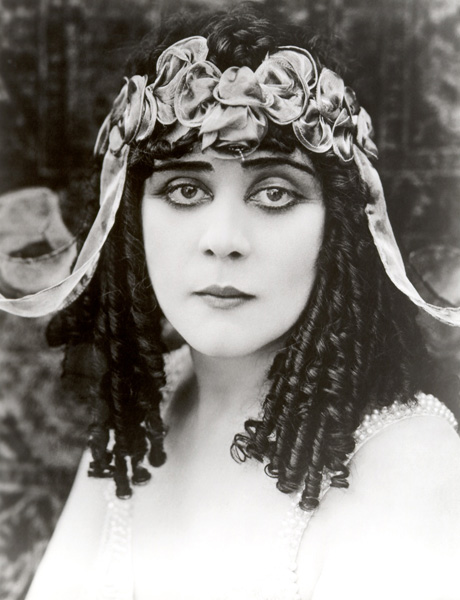
Theda Bara

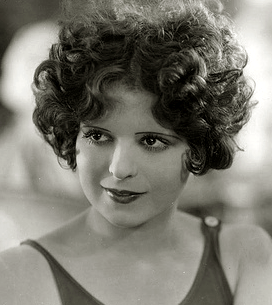
Clara Bow

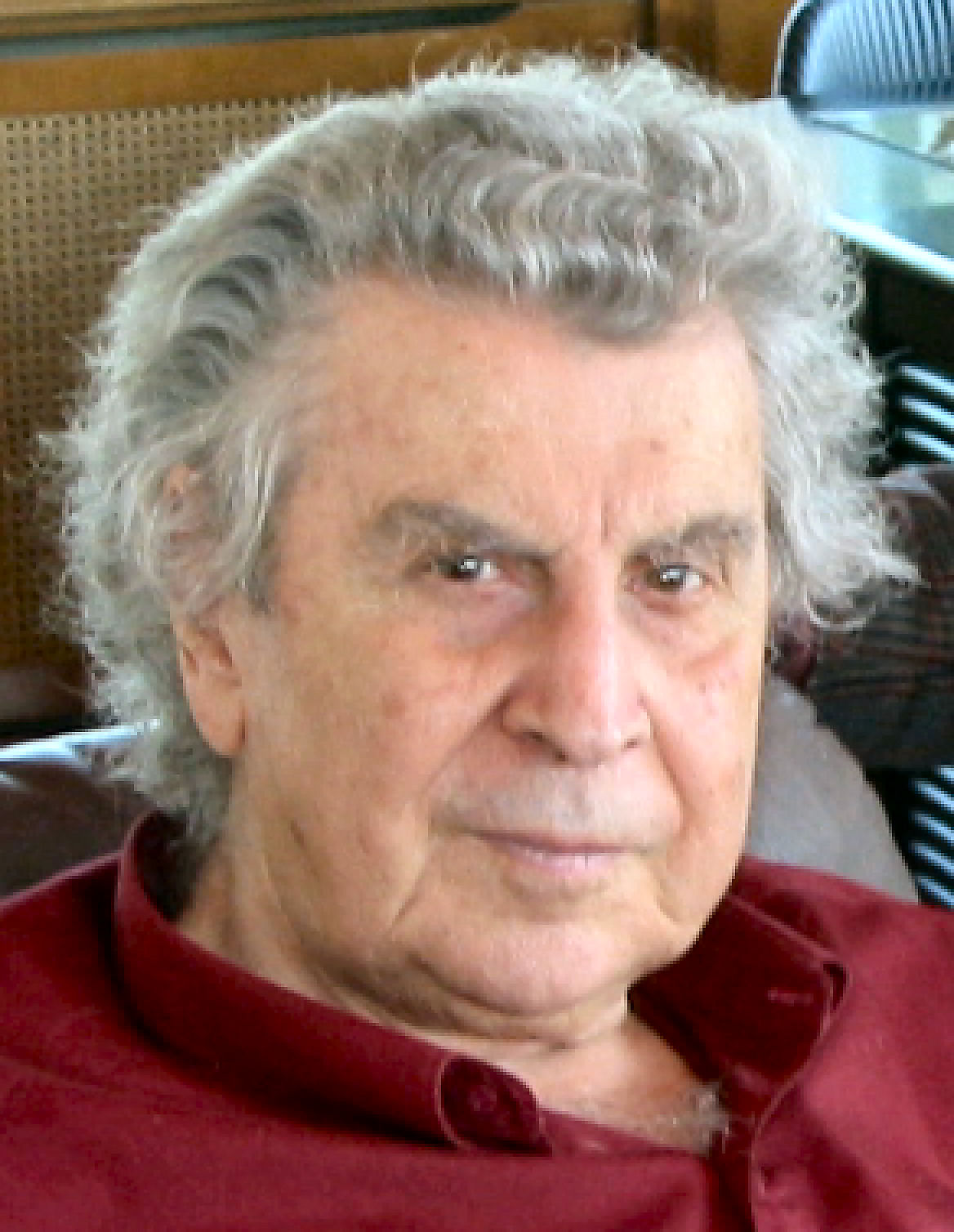
Míkis Theodorákis

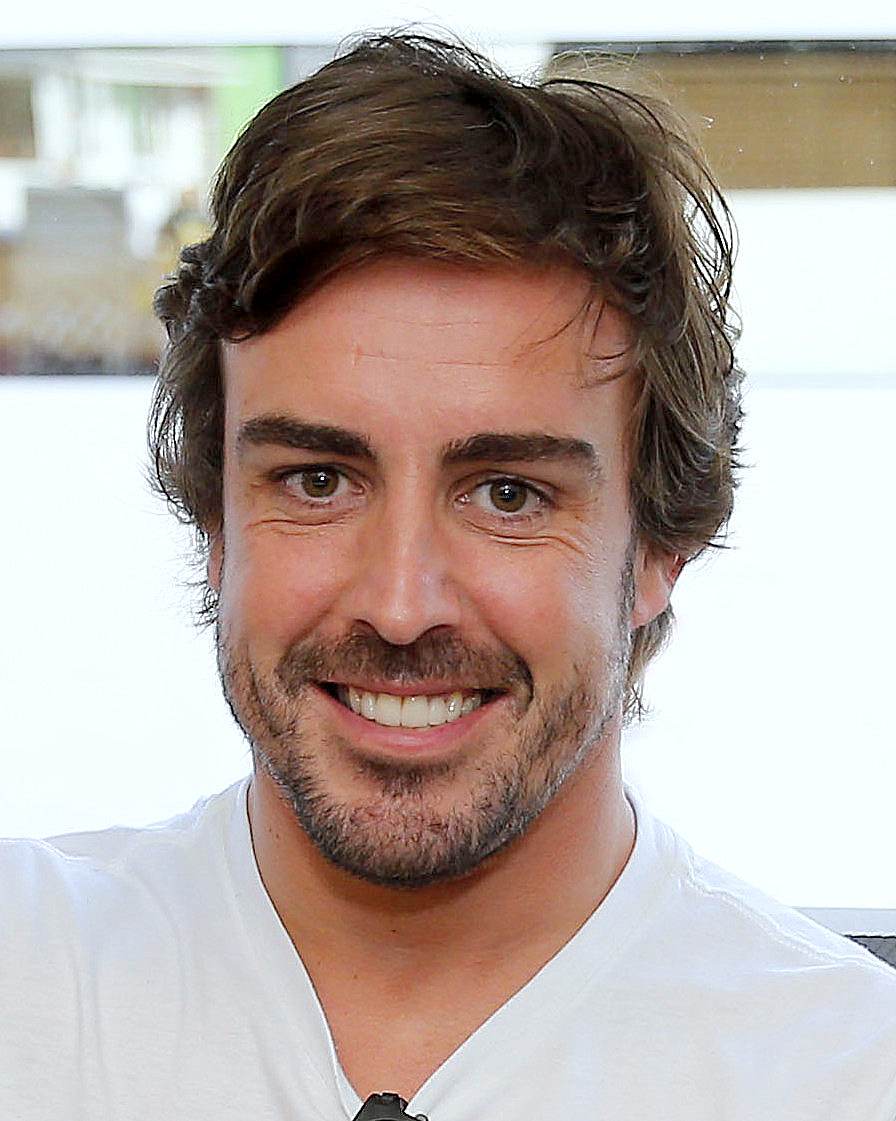
Fernando Alonso

### Anteriores ao século XIX
- 1166 — Henrique II de Champanhe (m. 1197).
- 1456 — Martim I de Aragão (m. 1410).
- 1537 — Pedro Téllez-Girón, 1.º duque de Osuna (m. 1590).
- 1643 — Henrique Júlio, Príncipe de Condé (m. 1709).
- 1677 — João Augusto de Anhalt-Zerbst (m. 1742).
- 1744 — Giulio Maria della Somaglia, cardeal italiano (m. 1830).
- 1765 — Jean-Baptiste Drouet, militar francês (m. 1844).
- 1772 — Domenico Viviani, naturalista italiano (m. 1840).

### Século XIX
- 1805 — Alexis de Tocqueville, historiador e cientista político francês (m. 1859).
- 1810 — Alexandrina Dawson-Damer, Condessa de Portarlington (m. 1874).
- 1817 — Ivan Aivazovsky, pintor armênio (m. 1900).
- 1818 — Carlos Fernando de Áustria-Teschen (m. 1874).
- 1841
  - Jules Henri Fayol, engenheiro de minas francês (m. 1925).
  - Gerhard Armauer Hansen, médico norueguês (m. 1912).
- 1846 — Isabel do Brasil (m. 1921).
- 1849 — Max Nordau, físico e escritor húngaro (m. 1923).
- 1857 — Joaquim Francisco de Assis Brasil, escritor e político brasileiro (m. 1938).
- 1858 — José Luis Tamayo, advogado e político equatoriano (m. 1947).
- 1860 — René Schützenberger, pintor francês (m. 1916).
- 1969 — Paul Aymé, tenista francês (m. 1962).
- 1870 — George Dixon, pugilista canadense (m. 1908).
- 1876 — Maria Ouspenskaya, atriz russa (m. 1949).
- 1877
  - William Beebe, explorador, ornitólogo e entomologista estadunidense (m. 1962).
  - Carl Neuberg, bioquímico alemão (m. 1956).
- 1883 — Benito Mussolini, político e ditador italiano (m. 1945).
- 1885 — Theda Bara, atriz estadunidense (m. 1955).
- 1886 — Georg Stumme, militar alemão (m. 1942).
- 1887
  - Sigmund Romberg, pianista e compositor húngaro-americano (m. 1951).
  - Mamoru Shigemitsu, diplomata e político japonês (m. 1957).
- 1892 — William Powell, ator e cantor estadunidense (m. 1984).
- 1896 — William Cameron Menzies, cenógrafo e cineasta estadunidense (m. 1957).
- 1897 — Neil Ritchie, militar guianês (m. 1983).
- 1898 — Isidor Isaac Rabi, físico estadunidense (m. 1988).
- 1900
  - Hermann Esser, jornalista alemão (m. 1981).
  - Eyvind Johnson, escritor sueco (m. 1976).

### Século XX

#### 1901–1950
- 1902 — David Arellano, futebolista chileno (m. 1927).
- 1905
  - Clara Bow, atriz estadunidense (m. 1965).
  - Dag Hammarskjöld, diplomata, economista e escritor sueco (m. 1961).
  - Maksimilijan Mihelčić, futebolista esloveno (m. 1958).
- 1909 — Chester Himes, escritor estadunidense (m. 1984).
- 1911 — Jean Brichaut, futebolista belga (m. 1962).
- 1913
  - Johan Kraag, político surinamês (m. 1996).
  - Erich Priebke, oficial e criminoso de guerra alemão (m. 2013).
- 1916
  - Budd Boetticher, diretor de cinema estadunidense (m. 2001).
  - Charlie Christian, músico estadunidense (m. 1942).
- 1917 — Rochus Misch, oficial alemão (m. 2013).
- 1920 — Anísio Silva, cantor e compositor brasileiro (m. 1989).
- 1921 — Richard Egan, ator estadunidense (m. 1987).
- 1923 — Jim Marshall, empresário britânico (m. 2012).
- 1925 — Míkis Theodorákis, compositor grego (m. 2021).
- 1926
  - Franco Sensi, empresário e dirigente esportivo italiano (m. 2008).
  - Zíbia Gasparetto, escritora brasileira (m. 2018).
  - Manuel Vasques, futebolista português (m. 2003).
- 1927 — Harry Mulisch, escritor neerlandês (m. 2010).
- 1929
  - Julinho Botelho, futebolista brasileiro (m. 2003).
  - Cassiano Gabus Mendes, autor de telenovelas brasileiro (m. 1993).
  - Alfred Teinitzer, futebolista austríaco (m. 2021).
- 1932 — Katarina Taikon, escritora e ativista sueca (m. 1995).
- 1933 — Carlos Miranda, ator brasileiro (m. 2025).
- 1934 — Albert Speer (filho), arquiteto e urbanista alemão (m. 2017).
- 1935 — Peter Schreier, tenor, maestro e professor alemão (m. 2019).
- 1936 — Roberto DaMatta, antropólogo e sociólogo brasileiro.
- 1937
  - Ryūtarō Hashimoto, político japonês (m. 2006).
  - Daniel McFadden, economista estadunidense.
- 1938 — Peter Jennings, jornalista canadense (m. 2005).
- 1940 — Amarildo, ex-futebolista e treinador de futebol brasileiro.
- 1941 — David Warner, ator britânico (m. 2022).
- 1942
  - Pedro Muffato, automobilista, empresário e político brasileiro.
  - Tony Sirico, ator estadunidense (m. 2022).
- 1943 — Charles Hallahan, ator estadunidense (m. 1997).
- 1945
  - Ed Wilson, cantor e compositor brasileiro (m. 2010).
  - Mircea Lucescu, ex-futebolista e treinador de futebol romeno.
  - Mike Garson, pianista norte-americano.
- 1946
  - Cláudio Cunha, diretor, ator e compositor brasileiro (m. 2015).
  - Stig Blomqvist, ex-automobilista sueco.
- 1947 — Mladen Vasilev, ex-futebolista búlgaro.
- 1948
  - Eduardo Commisso, ex-futebolista argentino.
  - Meir Shalev, escritor israelense (m. 2023).
- 1949
  - Jamil Mahuad, político equatoriano.
  - Henry Puna, político cookense.
- 1950
  - Jenny Holzer, artista estadunidense.
  - Mike Starr, ator estadunidense.

#### 1951–2000
- 1951
  - Carmem Lu de Mendonça, atriz brasileira.
  - Claude Bartolone, político francês.
  - Susan Blackmore, psicóloga francesa.
- 1952 — Patrick Soon-Shiong, médico, biocientista e empresário sul-africano.
- 1953
  - Tim Gunn, ator, apresentador e consultor de moda estadunidense.
  - Geddy Lee, músico canadense.
- 1954 — Kazuo Shii, político japonês.
- 1955
  - Jean-Luc Ettori, ex-futebolista francês.
  - Jean-Hugues Anglade, ator e cineasta francês.
  - Dave Stevens, desenhista norte-americano (m. 2008).
- 1956
  - Gilberto Pastana de Oliveira, bispo brasileiro.
  - Ronnie Musgrove, político estadunidense.
  - Viv Anderson, ex-futebolista britânico.
  - Faustino Rupérez, ex-ciclista espanhol.
- 1957
  - Gil Brother, ator e comediante brasileiro (m. 2023).
  - Nellie Kim, ex-ginasta soviética.
- 1958
  - José Montanaro Júnior, ex-voleibolista brasileiro.
  - Imre Garaba, ex-futebolista húngaro.
- 1959 — John Sykes, músico britânico (m. 2024).
- 1960
  - Matilde Ribeiro, política brasileira.
  - Sergei Kopylov, ex-ciclista russo.
- 1962
  - Oceano da Cruz, ex-futebolista e treinador de futebol português.
  - Lisa Ono, cantora, compositora e violonista brasileira.
  - Carl Cox, DJ e produtor musical britânico.
  - Isabel Cristina, estudante e beata brasileira (m. 1982).
- 1963
  - Graham Poll, ex-árbitro de futebol britânico.
  - Chanoch Nissany, ex-automobilista israelense.
  - Téo José, jornalista e narrador esportivo brasileiro.
- 1964 — Lisa Peluso, atriz estadunidense.
- 1965 — Beto Richa, político brasileiro.
- 1966
  - Martina McBride, cantora estadunidense.
  - Richard Steven Horvitz, ator estadunidense.
  - Rebecca Gomperts, médica neerlandesa.
- 1968
  - Luisão Pereira, músico brasileiro.
  - Kristen Babb-Sprague, ex-atleta de nado sincronizado estadunidense.
- 1969
  - Drica Moraes, atriz brasileira.
  - Timothy Omundson, ator estadunidense.
- 1970 — Paolo Dal Soglio, ex-atleta italiano.
- 1971
  - Marcelo Augusto, cantor e ator brasileiro.
  - Vanessa Rangel, cantora brasileira.
  - Lisa Ekdahl, cantora sueca.
- 1972
  - Sérgio Sousa Pinto, jurista e político português.
  - Rui Tavares, escritor, tradutor, historiador e político português.
  - Wil Wheaton, ator estadunidense.
- 1973
  - Mariyan Hristov, ex-futebolista e treinador de futebol búlgaro.
  - Stephen Dorff, ator estadunidense.
  - Dileep Rao, ator estadunidense.
- 1974 — Josh Radnor, ator estadunidense.
- 1976
  - Fernando de Ornelas, ex-futebolista venezuelano.
  - Federico Mena, programador de computadores mexicano.
- 1977 — Rodney Jerkins, produtor musical, compositor e músico estadunidense.
- 1978
  - Mario Chirinos, ex-futebolista hondurenho.
  - Nick Oshiro, baterista estadunidense.
  - Everaldo Marques, locutor esportivo e jornalista brasileiro.
- 1979 — Karim Essediri, ex-futebolista tunisiano.
- 1980
  - Fernando González, ex-tenista chileno.
  - Ben Koller, baterista estadunidense.
  - Rachel Miner, atriz estadunidense.
  - Sebastián Domínguez, ex-futebolista e treinador de futebol argentino.
- 1981
  - Fernando Alonso, automobilista espanhol.
  - Andrés Madrid, ex-futebolista e treinador de futebol espanhol.
  - Emily Bauer, atriz, cantora e dançarina estadunidense.
  - Troy Perkins, ex-futebolista estadunidense.
- 1982
  - Allison Mack, atriz estadunidense.
  - Vítor, ex-futebolista brasileiro.
  - Andy Reid, ex-futebolista irlandês.
  - Jônatas, ex-futebolista brasileiro.
  - Azim do Brunei (m. 2020).
- 1983 — Tania Gunadi, atriz indonésia-americana.
- 1984
  - Anna Bessonova, ex-ginasta ucraniana.
  - Wilson Palacios, ex-futebolista hondurenho.
  - Osman Chávez, ex-futebolista hondurenho.
  - Romain Salin, ex-futebolista francês.
  - Thiago Oliveira, jornalista e apresentador de televisão brasileiro.
- 1985
  - Jonathan Maidana, ex-futebolista argentino.
  - Besart Berisha, ex-futebolista kosovar.
- 1986 — Tiago Gomes, ex-futebolista português.
- 1987
  - Génesis Rodríguez, atriz estadunidense.
  - Fegor Ogude, ex-futebolista nigeriano.
- 1989
  - Kosovare Asllani, futebolista sueca.
  - Julio Furch, futebolista argentino.
- 1990
  - Munro Chambers, ator canadense.
  - Matt Prokop, ator estadunidense.
  - Oleg Shatov, ex-futebolista russo.
- 1991
  - Yaya Banana, futebolista camaronês.
  - Paulina Goto, atriz e cantora mexicana.
  - Eva Calvo, taekwondista espanhola.
  - Miki Ishikawa, atriz estadunidense.
- 1992
  - Chelsea Olivia, atriz indonésia.
  - Nikão, futebolista brasileiro.
  - Djibril Sidibé, futebolista francês.
  - Paul-Georges Ntep, ex-futebolista camaronês.
  - Patrick Bezerra do Nascimento, futebolista brasileiro.
- 1993
  - Jeniffer Nascimento, atriz e cantora brasileira.
  - Nicole Melichar-Martinez, tenista estadunidense.
  - Ayoze Pérez, futebolista espanhol.
- 1994 — Daniele Rugani, futebolista italiano.
- 1995
  - Jhonder Cádiz, futebolista venezuelano.
  - Quinten Hermans, ciclista belga.
- 1996 — Yasmim Sant'Anna, dançarina e atriz brasileira.
- 1997 — Buse Ünal, jogadora de vôlei turca.
- 1998 — Tijjani Reijnders, futebolista neerlandês.
- 1999
  - Zinho Vanheusden, futebolista belga.
  - Max Fewtrell, automobilista britânico.
- 2000
  - Lino Facioli, ator brasileiro.
  - Marcus Armstrong, automobilista neozelandês.

### Século XXI
- 2001 — Nova Miller, cantora sueca.
- 2003 — Renato Veiga, futebolista português.
- 2004 — Kíria Malheiros, atriz e cantora brasileira.

## Mortes

### Anteriores ao século XIX
- 0238
  - Balbino, imperador romano (n. 165).
  - Pupieno, imperador romano (n. c. 168).
- 1030 — Olavo II da Noruega (n. 995).
- 1095 — Ladislau I da Hungria (n. 1040).
- 1099 — Papa Urbano II (n. 1042).
- 1108 — Filipe I de França (n.1052).
- 1184 — Abu Iacube Iúçufe I, califa marroquino (n. 1135).
- 1236 — Ingeborg da Dinamarca, rainha de França (n. 1174).
- 1504 — Thomas Stanley, 1.º Conde de Derby (n. 1435).
- 1507 — Martin Behaim, astrônomo e explorador alemão (n. 1459).

### Século XIX
- 1844 — Franz Xaver Wolfgang Mozart, compositor austríaco (n. 1791).
- 1856
  - Manuel Patrício de Bastos, compositor português (n. c.1800).
  - Robert Schumann, músico e compositor alemão (n. 1810).
- 1867 — Charles Anthon, erudito clássico estadunidense (n. 1797).
- 1882 — Andrew Leith Adams, médico, naturalista e geólogo britânico (n. 1827).
- 1890 — Vincent van Gogh, pintor holandês (n. 1853).
- 1899 — Adolf Schreyer, pintor alemão (n. 1828).
- 1900 — Humberto I da Itália (n. 1844).

### Século XX
- 1974 — Cass Elliot, cantora estadunidense (n. 1941).
- 1972 — Joaquim Rolla, empresário brasileiro (n. 1899).
- 1979 — Herbert Marcuse, filósofo alemão (n. 1898).
- 1980 — Paulo Sérgio, cantor brasileiro (n. 1944).
- 1982 — Vladimir Zworykin, inventor russo (n. 1889).
- 1983
  - Luis Buñuel, cineasta espanhol (n. 1900).
  - David Niven, ator britânico (n. 1910).
- 1989 — Osvaldo Brandão, treinador de futebol brasileiro (n. 1916).
- 1990 — Bruno Kreisky, político austríaco (n. 1911).
- 1991 — Christian de La Croix de Castries, militar francês (n. 1902).
- 1994 — Mussum, músico e humorista brasileiro (n. 1941).
- 1996 — Jason Thirsk, baixista estadunidense (n. 1967).
- 1998 — Jorge Pacheco Areco, político, jornalista e diplomata uruguaio (n. 1920).
- 1999 — Anita Carter, cantora e compositora estadunidense (n. 1933).
- 2000
  - René Favaloro, cirurgião argentino (n. 1923).
  - Eladio Dieste, arquiteto e engenheiro uruguaio (n. 1917).

### Século XXI
- 2003
  - Afonso Brazza, ator e cineasta brasileiro (n. 1955).
  - Foday Sankoh, militar e político serra-leonês (n. 1937).
- 2006 — Pierre Vidal-Naquet, historiador francês (n. 1930).
- 2007 — Michel Serrault, ator de teatro e cinema francês (n. 1928).
- 2010 — António Feio, ator e encenador português (n. 1954).
- 2013
  - Christian Benítez, futebolista equatoriano (n. 1986).
  - Tony Gaze, militar e automobilista britânico (n. 1920).
- 2024 — Luiz Carlos Martins, radialista e político brasileiro (n. 1949).

## Feriados e eventos cíclicos

### Internacional
- Dia Internacional do Tigre.

### Brasil

#### Aniversários de cidades
- Concórdia e Laguna — Santa Catarina
- Cruz das Almas e Pojuca — Bahia
- Jaraguá — Goiás
- Nova Palma — Rio Grande do Sul
- Macaé — Rio de Janeiro
- Paranaguá — Paraná
- Porto Ferreira — São Paulo
- São Félix do Piauí — Piauí

### Santos do dia
- Lázaro
- Maria de Betânia
- Marta de Betânia
- Olavo II da Noruega
- Papa Urbano II
- Sulien

## Outros calendários
- No calendário romano era o 4.º dia (IV) antes das calendas de agosto.
- No calendário litúrgico tem a letra dominical G para o dia da semana.
- No calendário gregoriano a epacta do dia é xxviii.